# Daemonorops acamptostachys
Daemonorops acamptostachys är en enhjärtbladig växtart som beskrevs av Odoardo Beccari.
Daemonorops acamptostachys ingår i släktet Daemonorops och familjen Arecaceae. Inga underarter finns listade i Catalogue of Life.